# Cyrillisation
La cyrillisation est la translittération ou la transcription dans l'alphabet cyrillique d'une écriture employant d'autres caractères.
Exemples :
- Cyrillisation des langues chinoises
  - Cyrillisation du chinois à partir du pinyin
  - Cyrillisation du chinois à partir du Wade-Giles
- Cyrillisation du japonais
- Translittération entre alphabet cyrillique serbe et alphabet latin serbe
- Transcription du français en russe
- Système Kontsevitch pour le coréen
- Système Kholodovitch (ru) pour le coréen
- Cyrillisation du polonais